# Rivière Yellowknife
Pour les articles homonymes, voir Yellowknife (homonymie).
La rivière Yellowknife est une rivière des Territoires du Nord-Ouest, au Canada.

## Géographie
Elle coule en direction du sud et se déverse dans la baie de Yellowknife, une partie du Grand lac des Esclaves, près de Yellowknife. Le nom de cette rivière vient des Couteaux-jaunes (en anglais : Yellowknives), un peuple autochtone qui vivait dans la région et qui utilisait des couteaux en cuivre, ce qui les rendait jaune.